# Al sur del mundo
Al sur del mundo es una serie de televisión documental chilena transmitida por Canal 13 entre 1983 y 2001. Fue creada por un equipo liderado por el documentalista Francisco Gedda e integrado también por la productora de televisión Silvia Quiroga y los biólogos Juan Carlos Gedda y Manuel Gedda. La serie tuvo un corte naturalista en su primera temporada (1983), evolucionando posteriormente a una serie eco-etnográfica durante el curso de la segunda temporada (1985).

## Antecedentes y producción
En 1982, Francisco Gedda, Juan Carlos Gedda, Manuel Gedda y Silvia Quiroga presentaron un proyecto de serie sobre la naturaleza de Chile a Canal 13 de la Universidad Católica de Chile. La serie contempló el documental cinematográfico como modo de relato, en lugar del lenguaje televisivo clásico. Innovó tecnológicamente reemplazando la película de 16mm, en la filmación de vida silvestre, por la grabación electromagnética con equipos portátiles. La estructura narrativa y el formato audiovisual fueron diseñados por Francisco Gedda, documentalista y director de televisión educativa. La investigación y los contenidos naturalistas fueron realizados por los biólogos y fotógrafos Juan Carlos Gedda y Manuel Gedda. El cineasta Pedro Chaskel se incorporó más adelante al equipo, contribuyendo en forma relevante al lenguaje cinematográfico de la serie.

## Historia
La serie fue contratada por Canal 13 en 1982 a Francisco Gedda, quien fue su director general. Se inició la filmación en octubre de 1982 y se exhibieron los primeros cuatro capítulos en mayo de 1983. 
Durante los años 1983 y 1984 se produjeron ocho capítulos y dos capítulos compendio sobre fauna chilena. Fueron exhibidos a partir de marzo de 1985.
Las dos primeras temporadas, 1983 y 1985, se centraron en la ecología y geografía natural de Chile. A partir del final de la segunda temporada, Al Sur del Mundo se enfocó en la historia e idiosincrasia desarrollada por la gente de Chile en su diversos territorios.
Sur Imagen produjo la serie a partir de 1988. Desde 1990 contrató una parte de cada temporada a Taira, productora de Juan Carlos y Manuel Gedda, quienes comenzaron a dirigir sus capítulos. En 1990 se integraron también a la serie los directores Ricardo Carrasco y Oscar Garaycochea. 
Desde 1994 en adelante, Canal 13 financió sólo la mitad del presupuesto de cada temporada. El resto del financiamiento requirió mucha gestión de auspicios y esfuerzos de producción. Finalmente la serie se hizo inviable y concluyó el año 2001.
Tuvo 13 temporadas en los años 1983, 1985, 1988, 1990, 1991, 1992, 1994, 1995, 1996, 1997, 1998, 2000 y 2001.
En 2018, un proyecto financiado por el fondo del Consejo Nacional de Televisión, con aporte de Canal 13, permitió a Sur Imagen la producción de la serie «Chile, un territorio Al Sur del Mundo» Tuvo la dirección general compartida de Francisco Gedda, Juan Carlos Gedda y Carlos Saavedra. Fue transmitida el 2020 por Canal 13. Fue el epílogo de la serie Al Sur del Mundo.

## Producción
El sistema documental de producción tuvo, para cada capítulo,  investigación de tres a cuatro semanas, filmación cuatro a cinco semanas, montaje de dos a tres meses y post producción final de dos semanas. La filmación en áreas naturales apartadas requirió el uso de casas rodantes y tiendas de campaña. Las dos primeras series recorrieron Chile desde el extremo norte hasta los archipiélagos australes. 
La serie utilizó cámaras portátiles avanzadas con grabación electromagnética en cinta Betacam. El proceso completo se conocía entonces como ‘cinematografía electrónica’. Su implementación bajó el costo de producción, redujo los tiempos de proceso y optimizó el control de luz y color de la imagen.

## Temporadas
1983
- “Por las tierras del pehuén”, Francisco Gedda
- “Chiloé, la tierra del agua”, Francisco Gedda
- “Magallanes: la tierra del viento”, Francisco Gedda
- “El norte chico, del Pacífico a los Andes”,  Francisco Gedda

1985
- “Altiplano: las alturas vivas de los Andes”, Francisco Gedda
- “La vida en el desierto”, Francisco Gedda
- “Paisaje oculto de Chile central”, Francisco Gedda
- “Maule: camino mágico del agua”,  Francisco Gedda
- “Cautín: paisaje en movimiento”, Francisco Gedda
- “Por ríos y bosques valdivianos”,  Francisco Gedda
- “Aysén, la Trapananda”, Francisco Gedda
- “Archipiélago de los Chonos, el mundo perdido de los nómades del mar”, Francisco Gedda
- “Fauna chilena”  Parte 1, Francisco Gedda
- “Fauna chilena”  Parte 2, Francisco Gedda

1988
- “La Tierra de los Fuegos”, Francisco Gedda
- “La Ruta de los chonos de Taitao”, Francisco Gedda
- “Tenaún, donde las casas navegan”, Francisco Gedda, Codirector Juan Carlos Gedda
- “El Lafkenmapu, la tierra del mar”, Francisco Gedda
- “Últimos Pehuenches”, Francisco Gedda
- “El campo de Chile central, un mundo oculto en el tiempo”, Francisco Gedda
- “Te pito o Te Henua  I, El Regreso a los orígenes”, Francisco Gedda
- “Te pito o Te Henua  II, la voluntad de sobrevivir”, Francisco Gedda
- “El Loa, la vida junto al agua”, Francisco Gedda
- “El litoral de los Changos”,  Francisco Gedda
- “El Estrecho de Magallanes”, Francisco Gedda

1990
- “Arrieros del Cajón del Maipo”, Pedro Chaskel
- “Isla Robinson Crusoe”, Juan Carlos Gedda y Manuel Gedda
- “EL oro de Andacollo”,  Pedro Chaskel
- “Estrecho de Magallanes, la ruta de los naufragios”, Francisco Gedda e Iván Tziboulka
- “Colonos del Río Puelo”, Juan Carlos Gedda
- “Puertecillo, el pueblo del cochayuyo”, Francisco Gedda
- “La Ruta olvidada del Río Bueno”, Manuel Gedda
- “Camino del inca en el desierto”, Francisco Gedda
- “Los Hombres de la Sal”, Francisco Gedda
- “El chilote navegante”, Francisco Gedda
- “Yakshal, el valle de los huemules”, Francisco Gedda

1991
- “La Tirana, dolor y esperanza”, Oscar Garaycochea
- “María Graham, las aventuras de una viajera inglesa”, Oscar Garaycochea
- “Isla Mocha, prisionera del mar”, Juan Carlos Gedda
- “El salitre y los Humberstone “, Oscar Garaycochea
- “Los tres gigantes del bosque”, Juan Carlos Gedda y Manuel Gedda
- “La Ruta del Toltén”, Pedro Chaskel

1992
- “Viva Huasquiña”, Pedro Chaskel y Francisco Gedda
- “Un palacio rodante en Chiloé”, Francisco Gedda
- “El padre Ronchi, un curita italiano en Aysén”, Francisco Gedda
- “Los Mineros del carbón”, Francisco Gedda y Ricardo Carrasco
- “Añihue, la isla del tiempo detenido”,  Oscar Garaycochea
- “La carretera austral”, Francisco Gedda
- “Chiloé bajo el agua”, Manuel Gedda

1994
- “El Nevado del Ruiz”, Francisco Gedda / “Irazú”, Juan Carlos Gedda
- “Almagro en los Andes, por la ruta de la muerte” / “Valle Sagrado de los Incas”, Francisco Gedda
- “Chilóe, una comarca encantada”, Francisco Gedda y Pedro Chaskel
- “Oficios de la tierra y el mar,”, Francisco Gedda y Juan Carlos Gedda
- “El Gran Pantanal”, Francisco Gedda / “Atacama donde florece el desierto”, Manuel Gedda
- “La selva del Corcovado”/ “El Budi, un lago que se une con el mar”,  Manuel  Gedda

1995
- “Ecuador Otavaleno, una comarca encantada”, Francisco Gedda
- “La Trochita, el viejo expreso patagónico “, Manuel Gedda / “Alberto Caro, un viejo lobo de mar”, Juan Carlos Gedda
- “Los belgas en la Patagonia”, Francisco Gedda / “Los alemanes del Llanquihue”, Juan Carlos Gedda
- “Herencia Maya en Guatemala”, Francisco Gedda
- “La reserva marina de Holchan”, Manuel Gedda / “Parque Nacional Torres del Paine”, Juan Carlos Gedda
- “El Tiwanaku, los señores del altiplano”,  Francisco Gedda

1996
- “La Antártida, continente sin fronteras”,  Manuel Gedda y Juan Carlos Gedda
- “La Voz de la tierra en Guatemala”, Francisco Gedda
- “La ruta de los hielos”, Francisco Gedda y Cristian Buracchio / “La ruta de la turquesa”, Francisco Gedda
- “Los Oficios del Fuego”, Francisco Gedda
- “Archipiélago de Solentiname”, Francisco Gedda / “Fiordo de las Montañas”, Cristian Buracchio y Francisco Gedda
- “Chile Central, país de encanto”,  Juan Carlos Gedda
- “El Gran Carnaval de Oruro”, Francisco Gedda y Carlos Johnson / “Organilleros”, Pedro Chaskel
- “Los Austriacos del Pozuzo”, Pedro Chaskel / “Isla Toto, los colonos de la lluvia”, Francisco Gedda
- “Las Falkland  - Malvinas”, Juan Carlos Gedda / “Ibera, Manuel Gedda
- "Juegos de Septiembre a Orillas del Mataquito" / "Los Camaroneros de Ñiquén". Juan Carlos Gedda
- “Parque Pumalín” / “Los Balseros Del Baker”,  Manuel Gedda
- “Día de Muertos en México”,  Francisco Gedda
- “Los misterios del Gran Paitití”,  Francisco Gedda

1997
- “Viajeros de la ruta 5”, Ricardo Carrasco
- “Fernando de Norohna” / “Los Nols en la Patagonia”, Manuel Gedda
- “Los hombres del cochayuyo”, Juan Carlos Gedda
- “Talladores de Oaxaca”, Francisco Gedda / “El oficio de la roca”,  Ricardo Carrasco
- “Volantines y volantineros”,  Pedro Chaskel
- “El Amate de San Pablito”, Francisco Gedda / “Artesanos de Chimbarongo”, Ricardo Carrasco
- “Los Colonos del Lago O'Higgins”, Pedro Chaskel
- “Pescadores de más afuera” / “Tejedoras de Rari”, Juan Carlos Gedda

1998
- “Misiones de la selva”, Francisco Gedda / “Los hombres del desierto”, Manuel Gedda
- “Caletas del desierto atacameño”,  Pedro Chaskel
- “Misiones de Chiloé”, Francisco Gedda / “Los ovejeros y sus perros”, Carlos Jonson
- “Barriletes a los difuntos”, Ángeles Nuño
- “Aguas termales andinas”, Francisco Gedda
- “Artesanos del bosque sureño”, Juan Carlos Gedda
- “Colono en Tierra del fuego”,  Pedro Chaskel
- “Menonitas del Chaco paraguayo”,  Manuel Gedda
- “Panamá, dos bailes de la tradición”, Manuel Gedda
- “El antiguo oficio del barro”, Juan Carlos Gedda

2000
- “La Minga que movió la vieja  iglesia de Tey”, Francisco Gedda, Pedro Chaskel y Ricardo Carrasco
- “Torneo campesino en 3 hijuelas” Juan Carlos Gedda
- “Cazadores del fin del mundo”, Francisco Gedda
- “Mapuche Kutran, la enfermedad y la salud mapuche”,  Manuel  Gedda
- “Tradiciones y hierbas medicinales”, Ángeles Nuño
- “Tarapacá, la epopeya desierto “, Pablo Pinto
- “Recuerdos y testimonios de Santiago Poniente”, Pedro Chaskel
- “Rescatando la fauna chilena”, Manuel  Gedda
- “Tradiciones de Semana Santa”, Ricardo Carrasco y Pedro Chaskel
- “Los mineros del carbón 10 años después”, Pedro Chaskel y Ricardo Carrasco
- “Punucapa, el alma del Río Cruces”,  Juan Carlos Gedda,  Codirectora Habana Muñoz

2001
- “Un Profesor en la Escuela Linda Vista”,  Ricardo Carrasco
- “La guitarra chilena campesina”, Juan Carlos Gedda
- “La pasión del vino”, Francisco Gedda
- “Blanca Audinda y su mágica tierra de agua”, Ángeles Nuño
- “Libertad en la tierra, la colonia penal Vilcún”,  Manuel Gedda
- “La última caravana del desierto”, Francisco Gedda
- “Los hombres del oro”, Manuel Gedda
- “Artes de muertos en México”, Francisco Gedda
- “La antigua ruta al Puelmapu “,  Juan Carlos Gedda
- “La cerámica policromada de Lihueimo” / “Los mates burilados de Huancayo”,  Juan Carlos Gedda.

En la versión On Line de la serie, aparecen separados los capítulos compuestos por dos documentales de 26´.  En el caso de Fauna Chilena I  y Fauna Chilena II, aparecen los dos capítulos unidos en uno solo llamado “Fauna de Chile”, que  incluye a Juan Carlos y Manuel Gedda como codirectores.

## Directores
- Francisco Gedda. Director de 63 capítulos. Director general de la serie.

- Juan Carlos Gedda. Director de 20 capítulos. Productor asociado a partir de 1994.
- Manuel Gedda. Director de 18 capítulos. Productor asociado a partir de 1994.
- Pedro Chaskel. Director de 14 capítulos.
- Ricardo Carrasco. Director de 6 capítulos.
- Oscar Garaycochea. Director de 4 capítulos.
- Ángeles Nuño. Directora de 3 capítulos.
- Carlos Johnson. Director de 2 capítulos.
- Cristian Buracchio. Director de 2 capítulos.
- Iván Tziboulka. Director de 1 capítulo.
- Pablo Pinto. Director de 1 capítulo.[11][8]

## Asesores científicos
Ecología y biología 
- Manuel Gedda
- José Antonio Viviani

Historia, arqueología, antropología y etnografía
- Eugenio Aspillaga
- Luis Felipe Bates
- Luis Briones
- Renato Cárdenas
- Patricia Chavarría
- Alejandro Herrera
- José Luis Martínez
- Francisco Mena
- Micaela Navarrete
- Lautaro Nuñez.

## Músicos
- Guillermo Rifo: Temporadas 1983, 1985, 1988, 1990 [12]
- Horacio Salinas: Temporadas 1991 y 1992
- Miranda y Tobar: Temporadas 1994, 1995, 1996, 1997, 1998, 2000 y 2001 [11]

## Narradores
- Freddy Hube
- Jaime Vadell
- Roberto Poblete [13]

## Premios y distinciones
A la serie
- Premio Consejo Nacional de Televisión, Santiago, Chile, 1985
- Premio Consejo Nacional de Televisión, Santiago, Chile, 1990
- Ministerio de Educación declara "Al Sur del Mundo" Material Auxiliar de la Educación Chilena, 1993-1994
- Premio de la Asociación de Periodistas de Espectáculos (APES) al mejor programa documental, Santiago, Chile, 1994

Francisco Gedda
- Primer Premio, Concurso Iberoamericano de Documentales Cristóbal Colón, Quito, Ecuador por “El Campo de Chile Central, un mundo oculto en el tiempo”. 1987
- Premio Coral de Televisión a la mejor serie documental, 9º Festival del Nuevo Cine Latinoamericano. La Habana, Cuba por varios documentales de la serie Al Sur del Mundo, 1987 [14]
- Premio ‘Targa D'Oro Cittá di Sondrio’, 2º Festival de Sondrio, Italia por “El Altiplano las alturas vivas de los Andes” 1988 [15]
- Mención de Honor 3º Festival de Sondrio, Italia por “Conguillío” 1989
- Premio ‘Imagen’, 9° Festival de l'Emission Scientifique de Television, París. Francia, por "Los Mineros del Carbón" con Ricardo Carrasco, 1992
- Premio Sesión Etnográfica, 8° Festival de Sondrio Italia por “El gran pantanal”, 1994
- Selección oficial Festival Internacional de Cine de Santiago con “Los Belgas en la Patagonia”, 1994
- Selección oficial al 13° Festival Internacional de l'Emision Scientifique de Television. París. Francia por "La Ruta de la Turquesa", 1996
- Selección oficial al 15° Festival Internacional de l'Emision Scientifique de Television. París. Francia, por "Las Misiones Jesuitas en La Chiquitanía", 1998
- Gran Premio Santiaguillo, Festival Internacional de Cine de Valparaíso. por “La Minga que movió la Vieja Iglesia de Tey” con Ricardo Carrasco y Pedro Chaskel, 2000
- Premio Comunicador en la Conservación del Patrimonio Nacional, Consejo de Monumentos Nacionales, 2001[16]

Juan Carlos Gedda
- Premio del Público, 11° Festival de Sondrio, Italia por “Torres del Paine, las montañas azules”, 1997
- 2.º Premio Festival “Imagen do Natura” Sao Paulo – Brasil por “Falklands-Malvinas”, 1998
- Premio Pudú, Festival De Cine de Valdivia por “Dominga Neculman, alfarera mapuche", 1999
- Invitación Oficial a la 1ª Muestra de Cine Documental al Aire Libre del Instituto de Comunicación e Imagen de la Universidad de Chile con “Los Hombres del Cochayuyo”, 2004

Pedro Chaskel
- Selección oficial Festival de Cine de Viña del Mar por "Arrieros del Cajón del Maipo", 1990
- Mención Honrosa del XXI Festival Internacional del Nuevo Cine Latinoamericano, Cuba por "Colono en Tierra del Fuego", 1999
- Selección oficial Festival Internacional de Cine Documental de Santiago con "Volantines y volantineros", 1999
- Gran Premio Santiaguillo, Festival Internacional de Cine de Valparaíso con Francisco Gedda y Ricardo Carrasco por "La minga que movió la vieja iglesia de Tey", 2000

Ricardo Carrasco
- Premio "Imagen", 9° Festival de l'Emission Scientifique de Television, París. Francia, con Francisco Gedda por "Los Mineros del Carbón", 1992
- Gran Premio Santiaguillo, Festival Internacional de cine de Valparaíso, con Francisco Gedda y Pedro Chaskel por "La minga que movió́ la vieja iglesia de Tey", 2000

## Impacto
Los 112 capítulos fueron exhibidos en la franja cultural de Canal 13. Una parte de la serie fue exhibida en otros países latinoamericanos por diversas emisoras. En versiones inglesa y francesa, fue adaptada por Multimedia Group of Canada y exhibida en Canadá y algunos países europeos y asiáticos. Desde 1998 hasta el presente, se exhibe en Canal 13 Cable.
Se convirtió a lo largo de dos décadas en un extenso archivo de Chile y su patrimonio natural y cultural. Muchos de sus capítulos fueron declarados "Material Auxiliar para la Educación" por el Ministerio de Educación de Chile. Es uno de los pilares de la escuela documental chilena y de la antropología visual nacional.
La serie Al Sur del Mundo está en línea desde el año 2020 y ha acumulado hasta el presente más de once millones de horas de visionado.